# Amt Runkel

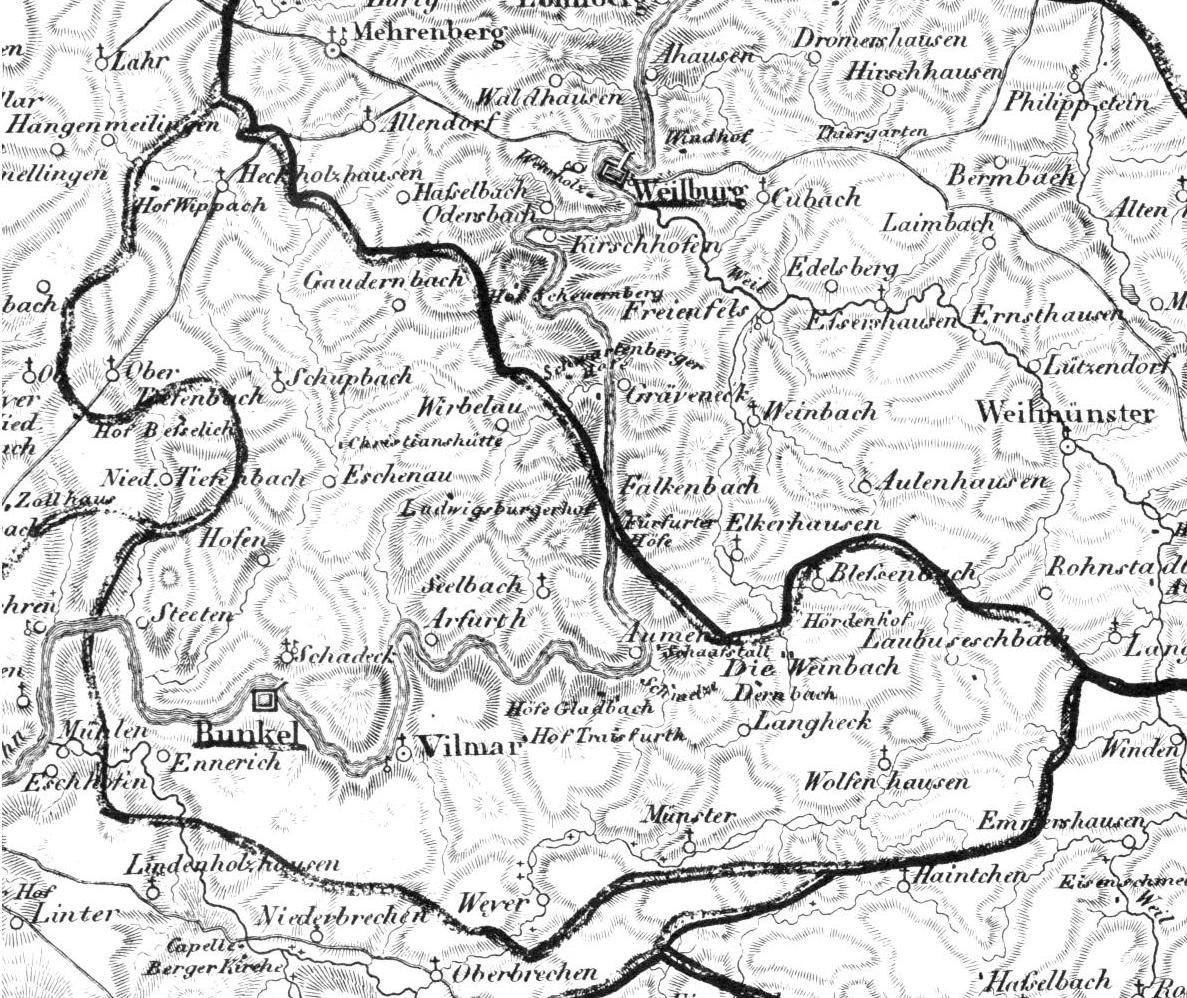
Karte des Amtes Runkel 1828

Das Amt Runkel war ein runkelscher und später nassauischer Verwaltungs- und Gerichtsbezirk. Es bestand seit dem Hochmittelalter und endete 1867.

## Geschichte

### Runkel
Die Herrschaft Runkel entstand mit dem Bau der Burg Runkel. Die Bildung eines Amtes Runkel erfolgte spätestens im 14. Jahrhundert. 1376 erwarben Siegfried und Dietrich von Runkel die Landeshoheit über die Orte Aumenau und Schupach sowie die Dörfer Ennerich, Steeden und Obertiefenbach als diezisches Lehen. Zur Verwaltung des Herrschaftsgebietes wurden Strukturen eines Amtes eingerichtet. Im Jahr 1396 wird der erste Amtmann in Runkel urkundlich erwähnt. Im Rahmen der Erbteilungen des Hauses Runkel wurden später die Ämter Schadeck und Villmar abgetrennt.
Das Amt bestand aus den Gerichten Runkel, Aumenau und Schupach. Das Gebiet des Amtes war zersplittert. Im Aumenauer Zentweistum vom 7. September 1495 und im Schupacher Zentweistum vom 16. September 1495 sind die Grenzen dieser Gerichte erstmals urkundlich beschrieben.
Am 9. Oktober 1596 wurde in einem Vertrag zwischen Graf Wilhelm von Wied-Runkel und dem Trierer Kurfürsten Johann VII. vereinbart, dass die Landeshoheit der Orte Villmar und Arfurt auf Kurtrier übergehen sollte.

### Nassau
Aufgrund der Beschlüsse in der Rheinbundakte und der Mediatisierung des Fürsten von Wied-Runkel kamen 1806 die Ortschaften rechts der Lahn zum Großherzogtum Berg und die Ortschaften links der Lahn zum Herzogtum Nassau. Nach dem Wiener Kongress (1815) kam das gesamte Gebiet zu Nassau. Unter der nassauischen Verwaltung wurde am 1. Juli 1816 das Amt Runkel um die ehemals trierischen Orten Villmar und Arfurt sowie den leiningen-westerburgischen Ort Schadeck erweitert.
Teilweise bestanden standesherrliche Vorrechte der bisherigen Landesherren fort. Der offizielle Name des Amtes war daher Herzoglich-Nassauisches und Fürstlich-Wied-Runkelisches Amt mit der Gräflich-Leiningen-Westerburgischen Herrschaft Schadeck.
1820 bestand das Amt aus 21 Gemeinde-Bezirken, davon einer Stadt, einem Flecken, 20 Dörfern und 28 Höfen und Mühlen. Im Amt wohnten 2.529 Familien oder 10.159 Einwohner. Davon waren 7.024 evangelisch, 2.693 katholisch, 20 Mennoniten und 422 Juden.
Im Jahr 1836 wurde das Amt Runkel wie folgt beschrieben:

„Das Amt Runkel. Von den 53.017 Morgen des Amtes Runkel kommen 202 Morgen auf Gebäudestellen, 206 Morgen auf die Gärten, 29.720 Morgen auf das Ackerland, 3.963 Morgen auf die Wiesen, 54 Morgen auf Weinberge, 4 Morgen auf Weiher, 17.024 Morgen auf Waldungen, 416 Morgen auf Dreschland und Waideplätze und 1.428 Morgen auf nicht besteuerte Liegenschaften. In den 2.018 Wohnhäusern leben 11.882 Menschen in 2.952 Familien. Unter denselben sind 7.998 Evangelische, 3.394 Katholiken, 25 Mennoniten und 465 Juden.
   Runkel, unter 25° 9' 30" Länge und 50° 24' 30" Breite, links an der Lahn, über welche eine steinerne Brücke führt, kleine Stadt mit 150 Häusern und 960 Einwohnern.
   Arfurt, unter 25° 52' Länge und 50° 24' 30" Breite, rechts an der Lahn, Dorf mit 620 Einwohnern.
   Laubus-Eschbach, unter 26° Länge und 50° 24' Breite, Dorf mit 630 Einwohnern.
   Münster, unter 25° 55' 45" Länge und 50° 22' 15" Breite, Dorf mit mehren Mühlen und 900 Einwohnern.
   Obertiefenbach, etwas über 3⁄4 Meilen nordnordwestlich von Runkel, Dorf mit 1.055 Einwohnern.
   Schupbach, 3⁄4 Meilen nördlich von Runkel, Dorf mit 640 Einwohnern.
   Villmar, unter 25° 51' 30" Länge und 50° 23' 20" Breite, links an der Lahn, Flecken mit 200 Häusern und 1.750 Einwohnern. Im Westen des Ortes sind Marmorbrüche,
   Weyer, fast 1⁄2 Meile südöstlich von Villmar, Dorf mit 770 Einwohnern.“

Nach der Märzrevolution 1848 wurde die Verwaltung neu geordnet. Mit Gesetz vom 4. April 1849 wurden in Nassau Verwaltung und Rechtsprechung auf unterer Ebene getrennt. Die Reform trat zum 1. Juli 1849 in Kraft. Für die Verwaltung wurden 10 Kreisämter gebildet, die Ämter als Justizämter (also Gerichte der ersten Instanz) weitergeführt. Die Verwaltungsaufgaben des Amtes Runkel wurden vom Kreisamt Limburg wahrgenommen, die Rechtsprechung vom Justizamt Runkel. Die Reform wurde jedoch bereits am 1. Oktober 1854 wieder rückgängig gemacht, die Kreise wieder abgeschafft und die vorigen Ämter wiederhergestellt.

### Preußen
Nach dem Deutschen Krieg wurde Nassau von Preußen annektiert. Am 22. Februar 1867 wurde der Oberlahnkreis aus den Ämtern Weilburg, Amt Runkel und Hadamar gebildet. Erst im Rahmen dieser Neuordnung werden Verwaltung und Rechtsprechung getrennt. Für die Rechtsprechung in erster Instanz, die bisher durch das Amt vorgenommen wurde, wurde, zunächst die richterlichen Beamte in den Ämtern zuständig und zum 1. September 1867 das Amtsgericht Runkel gebildet.
Aber auch nach der Kreisgründung bleibt die bisherige Amtsstruktur erhalten. Die Königliche Verordnung vom 22. Februar 1867 regelte, dass „die Amtsbezirke als engere Verwaltungsbezirke in ihrer bisherigen Begrenzung bestehen“ bleiben. Die ehemaligen Ämter bilden die drei Bezirke des Kreises. Gemäß § 13 der Kreisverfassung entsendeten die Bezirke also die ehemaligen Ämter jeweils sechs Vertreter in den neuen Kreistag. Der Amtmann hatte die Aufsicht über die Ortspolizei und Organ des Landrates.
Mit der Verwaltungsreform von 1885/1886 wurden die Ämter endgültig aufgelöst.

## Amtmänner
- Johann Dyme von Langenau 1396–1397
- Arnold Scherre von Waldmannshausen 1420–1424
- Antonius Schütz von Holzhausen 1467–1489
- Rulmann Waldbot von Pfaffendorf 1492–1509
- Heinrich Riedesel 1512–1546
- Wilhelm von Waldmannshausen 1549
- Kuno Schütz von Holzhausen 1558–1570
- Philipp von Schönborn 1573–1587
- Adam von Stein 1590
- Georg Zand von Merl 1594–1597
- Johann Christof Becker 1635–1639
- Johann Wilhelm von Walrabenstein 1650–1661
- Georg Friedrich Strobel 1694–1700
- Karl Ludwig Knisel 1808–1814
- Johann Ludwig Braun 1814/1816–1819
- Friedrich Ferdinand von Saint George 1819–1923
- Philipp Freudenberg 1824–1834
- Arnold von Sachs 1835
- Friedrich Heusler 1836–1837
- Ferdinand Vogler 1838–1848
- Friedrich Knisel (1848–1849)
- Cuntz (Justizamtsverwalter) 1849–1851
- Wilhelm Usener (1851 Justizamtsverwalter) 1851–1854
- Heinrich Langsdorff (1855–1857)
- Heinrich Wilhelm Anton Güll (1858–1863)
- Franz Winter (1864–1866)
- David Christian Schütz (1867/1868–1872)
- Albert Heinrich Hermann Wilhelm Stahl (1873–1877)
- Hans Ernst Albrecht Graf von Carmer (kommissarisch) (1878–1883)
- Hugo Max Ferdinand von Auer (1885–1886)